# Радейна
Радейна (на сръбски: Радејна или Radejna) е село в Западните покрайнини, община Цариброд, Пиротски окръг, Сърбия.

## География
Село Радейна се намира в района, известен като Забърдие (Забърге), на 6 километра северно от Димитровград (Цариброд). Разположено е в малка котловина, от Цариброд (Димитровград) го дели бърдото Козарица.
Землището на селото е 18 кв. км и граничи със землището на следните селища: Пъртопопинци и Бребевница – на изток, Петърлаш и Пъскашия – на запад, Цариброд и Бачево – на юг, както и Смиловци – на север.
Основните махали Горня мала, Долня мала, Сред село, Шишкова мала и други.

## История
Радейна се споменава в османо-турски документи от средата на 15 век. В регистър на Видинския санджак от 1454 – 1455 година се споменава пустото село Радевина, намиращо се в каза Шехиркьой (Пирот). В съкратен регистър на Пиротския кадилък от 1530 г. Радейне е отбелязано като село с 60 домакинства, 3 неженени и 3 вдовици. В подробен регистър на джелепкешаните от 1576 година е отбелязан един  джелеп в село Радеине на име Йове Чучин. Тази информация се потвърждава в джелепкешански регистър на Пиротски кадилък от 1581 година. Името на джелепа е разчетено като Йова Джуджин, който продължава да има задължението да предаде на държавата 30 овце. В регистър на войнушките бащини от 1606 година се споменават трима войнуци от селото – Тошко Йовкин, Дане Йовкин и Дойне Куин.
По време на кратката сръбска окупация през 1878 година и първата половина на 1879 година спада към Височкия срез на Пиротски окръг. В Княжество България селото е включено в Царибродска околия, Трънски окръг и е част от община Смиловци.
От ноември 1920 година до април 1941 година и от 1944 година Радейна е в състава на Сърбия (Кралство на сърби, хървати и словенци, Югославия).
През двадесетте и тридесетте години на 20 век местните българи са подложени на насилствена асимилация, което води и до въоръжена съпротива от страна на Вътрешната западнопокрайнинска революционна организация (ВЗРО) "Въртоп„. От Радейна е един от най-видните членове и организатори на „Въртоп“, Нацко Илиев.
През 1895 година при църквата „Въведение Господне“ в селото се открива основно училище. Пръв учител е Алекса Радев (1875 – 1944) от Трън. През 1900 година се изгражда специална сграда за основно училище. От 1921 до 1937 обучението в местното училище се провежда на сръбски език, а учителите са сърби и черногорци, а от 1937 до 1941 година учител в основното училище е българин от съседното село Смиловци, който също преподава на сръбски език. От 1941 до 1976 година обучението е предимно на български език, учителите са българи от Западните покрайнини или от България (по време на Втората световна война). През 1976 година основното училище в селото е закрито.
През 1970 година Радейна става първото село в сръбската част на Забърдието, което е електрифицирано. През същата година Радейна е и водоснабдена.

## Население
Населението на Радейна е предимно българско. Според преброяванията от времето, в което Западните покрайнини са част от България (1878 – 1920), то се разпределя по следния начин:
- 1880 г. – 322 д. (българи)
- 1887 г. – 388 д. (българи)
- 1892 г. – 394 д. (българи)
- 1900 г. – 445 д. (427 българи, 18 цигани)
- 1905 г. – 479 д. (462 българи, 17 цигани)
- 1910 г. – 513 д. (490 българи, 22 цигани, 1 румънец)

През този период жителите на селото се увеличават благодарение на естествен прираст и на преселници от други села – предимно от селата в районите Забърдие и Висок, днес намиращи се от двете страни на българо-сръбската граница.
През 1948 година селото има 540 жители, през 1948 – 549, през 1991 – 133, а според последното преброяване от 2011 те са 84 души.

## Културни и природни забележителности
Две малки църкви – „Св. Георги“ и „Св. Въведение Господне“

## Личности
Родени в Радейна
- Нацко Илиев (1907 – 3 октомври 1931) – деец на националноосвободителното движение на българите в Западните покрайнини[7]
- Петър Геров (роден 1933) – поет
- Милован Пенков (роден 1963) – художник

Други
- Ружица Алексова (р. 1962 в Димитровград) – спортист, шампион на Югославия (1985) и рекордьор по стрелба с пистолет за инвалиди, олимпийски шампион на параолимпийските игри в Барселона (1992) и Атланта (1996)
- Иван Манчев (роден 1960 в Димитровград) – атомен физик
- Томица Стоилков (роден 1961 в Димитровград) – поет
- Господин Василев Раденски (баща – Васил Димитров Алексов) ([1915]-[2004] роден в Радейна)-строителен инженер
- Боряна Господинова Хаджиева (Раденска) (родена [1946] в гр. София) – химик, доцент Софийски Университет
- Стефка Господинова Раденска-Лоповок (родена [1951] в гр. София) – лекар, професор, гр. Москва, Русия.